# ゾリラ属

ゾリラ属（ゾリラぞく、Ictonyx）は、哺乳綱食肉目イタチ科に分類される属。2種が含まれる。
- Ictonyx libycus サハラゾリラ Saharan striped polecat
- Ictonyx striatus ゾリラ Striped polecat

サハラゾリラをサハラゾリラ属Poecilictisとする説もある。近年の分子系統解析結果から、ゾリラモドキ（ゾリラモドキ属Poecilogale）がゾリラ属に内包されることがわかっている。ゾリラとサハラゾリラを含むゾリラ属は側系統群となるため、ゾリラモドキをゾリラ属に含めて単系統群として統合するか、ゾリラ・サハラゾリラ・ゾリラモドキをそれぞれ独立した属として細分化する説が提唱されており、後者に従えば本属の現生種はゾリラのみの単型となる。